# دارمرة درعية
الدارمرة الدرعية أو الراوند الهندي أو نبات المظلة (الاسم العلمي: Darmera peltata) هي نبات مزهر وهي النوع الوحيد في جنس الدارمرة من فصيلة كاسرات الحجر. وهي من النباتات المعمرة الرحيقية المنتشرة ببطء حول مجاري المياه الجوفية في الغابات في غرب الولايات المتحدة (جنوب غرب ولاية أوريغون إلى شمال غرب كاليفورنيا) ويصل طولها إلى 2 متر بعرض 1 متر. يأتي اسم الدارمرة نسبة إلى كارل دارمر ، وهو من المزارعين في برلين في القرن التاسع عشر.
تظهر الزهور في أواخر الربيع قبل الأوراق مع وجود عدد كبير من الزهور الدائرية ذات خمسة بتلات بيضاء اللون إلى زهور زهرية زاهية (يصل طولها إلى 1.5 سم في كل منها) على زهرة يصل طولها إلى مترين. الأوراق عبارة عن قشور مقوسة مفصصة بعمق ومسننة بخشونة وخضراء داكنة بشكل واضح أيضا على سيقان يصل ارتفاعها إلى 2 متر. وتتحول الأوراق إلى اللون الأحمر في فصل الخريف.
تزدهر الدارمرة الدرعية في الحدائق وهوامش البرك وحدائق المستنقعات حيث تشكل كتلة تشبه المظلة. وهي مناسبة للحدائق الأصغر حيث لا يوجد مكان للجونيرة طويلة الأكمام أو الجونيرة الصبغية وهي نباتات غير مترابطة مع الدارمرة تتشابه إلى حد ما في المظهر ولكنها أكبر بكثير.
حازت الدارمرة الدرعية على جائزة الاستحقاق البستانية من الجمعية الملكية البستانية.